# Almighty Vice Lord Nation
Almighty Vice Lord Nation, lub Vice Lords – jeden z najstarszych i największych gangów ulicznych w Chicago, także z historią w latach 60. XX wieku wykonywania pracy socjalnej przy wsparciu charytatywnej Fundacji Rockefellera.
Gang został założony w 1957 przez ośmiu afroamerykańskich chłopców z Chicago, karnie skierowanych za drobne przestępstwa przez sąd dla nieletnich do stanowej karno-poprawczej instytucji edukacyjnej Illinois State Training School for Boys w St. Charles. Po odbyciu reedukacji/kary, rozprzestrzenili ją w swojej zaniedbanej zachodniej dzielnicy miasta, North Lawndale, która sama uległa wyniszczeniu w wyniku gwałtownych zajść i demonstracji murzyńskich w 1963.
Obecnie gang podobno liczy sobie powyżej 20 tysięcy członków i rozprzestrzenił się do odległych miast, np. Memphis.

## Conservative Vice Lords
W 1967 David Dawley przyjechał do murzyńskiego Chicago, jako wykształcony w Dartmouth College biały działacz społeczny po stażu w Peace Corps jako wolontariusz w pracy socjalnej za granicą. W Chicago Dawley chciał wykonać te same prace, tyle że u siebie w kraju. Dzięki jego powiązaniom, wykształceniu i pomocy technicznej, po uprzednio obdarzeniu go zaufaniem, przywódcy gangu, przede wszystkim Bobby Gore, wystąpili z Dawleyem o wsparcie charytatywne na cele społecznej odnowy ich dzielnicy. Nawet uzyskali pokaźne fundusze, w sumie ponad 250 tys. dolarów, od m.in. Fundacji Rockefellera
Fundusze te wykorzystano na rozwój świetlicy, sadzenie drzew, sprzątanie potłuczonego szkła butelkowego, wstawiania trawników, malowania muralów. Jako jedyny gang uliczny w historii, Vice Lords czasowo przekształcili się w spółkę prawa handlowego, czyli osobę prawną (korporację), przyjmując jako nazwę: Conservative Vice Lords. Przez dwa lata, CVL przekształcili North Lawdale w relatywną oazę spokoju, kiedy to pozostałe biedne dzielnice miasta ulegały pogorszeniu. Jednak pełniący obowiązki od 1955 w ramach "Chicagowskiej machiny" słynny mayor Richard J. Daley był nieprzejednanie wrogo ustawiony ku zaistnieniu CVL jako potencjalnego rywala politycznego w Chicago. Poza tym, postrzegał wszystkie gangi uliczne jednolicie, jako zło do wytępienia siłowo. Także, z Conservative Vice Lords sporadycznie walczyły inne okoliczne gangi, zasadniczo rywalizujące z CVL.
Po skazaniu przywódcy gangu za morderstwo fundacje charytatywne nie były już skore udzielać się w Chicago po stronie gangu. Wkrótce sytuacja porządkowa (czy raczej, przestępcza) w dzielnicy North Lawndale uległa typowemu pogorszeniu, i nieuchronnie zrównała w dół do coraz to bardziej wyniszczonego zachodniego i południowego Chicago.

## Obecnie
Po czasie dynamika społeczna spowodowała, że podstawową działalnością gangu, zamiast krzewienia kultury czy odnowy społecznej, stała się typowa zbrojna przestępczość i czerpanie z niej zysków.
Od odległego czasu podejmowania akcji społecznych, Almighty Vice Lord Nation stali się założycielami międzygangowego sojuszu People Nation. Obecnie ich głównym zajęciem jest rozbój, handel narkotykami, czy międzygangowe morderstwo. Gang występuje powielony w innych miastach, przykładowo w Memphis w stanie Tennessee.
Za gang stowarzyszony uważają gang Bloodsów wywodzący się z Los Angeles. Za nieprzyjaznych biorą natomiast rywalizujący chicagowski sojusz Folk Nation, w tym Gangster Disciples czy też Cripsów (także rodowodem z Los Angeles).
Jak to gangi uliczne zazwyczaj, Vice Lordzi zasadniczo znajdują poparcie i rekrutują nowych członków wśród miejskich, okolicznych dzieci i młodzieży murzyńskiej. Starsi członkowie są statystycznie narażeni na zastrzelenie w pistoletowych porachunkach, najczęściej w postaci ostrzelania z powoli przejeżdżającego samochodu (tzw. drive-by shooting), lub trafiają na lata do więzienia za uczestniczenie jako ogniwo końcowe w międzynarodowym mafijnym handlu narkotykami, czy za usiłowanie lub popełnienie morderstwa, najczęściej na jakimś rywalu z wrogiego gangu.

## Symbole, kolory, znaki
Często stosowanymi symbolami są:
- gwiazda pięcioramienna (amerykańska)
- znak waluty dolara
- piramida uwieńczona sierpem wschodzącego księżyca
- ikonka/sylwetka króliczka z muszką Playboya

Ich główni stosowane kolory to czarny/złoty, oraz czarny/czerwony.
Ta druga kombinacja może oznaczać wystrój "bojowy" (ang. war color).
Z ww. powodów, członkowie ubierają się w bluzy profesjonalnego zespołu baseballowego Pittsburgh Pirates, oraz analogicznego futbolu amerykański Pittsburgh Steelers. Litera "P" na czapeczkach Pirates odnosi się do sojuszu People Nation. Koszulki koszykarza Chicago Bulls Michael Jordana są popularne z uwagi na ich czarno/czerwone barwy i number, "23": 2 plus 3 daje 5, co oddaje 5-ramienną (raczej, ściślej semiotycznie, pięcio-wierzchołkowej.
Gangsterzy ci używają gestu powitalnego w postaci wyprostowanych: kciuka, palca wskazującego i palca środkowego (ang. middle finger), pokazanych uniesioną dłonią, całość przybierającą kształt: "VL".

## Hierarchia
Opis hierarchii odnosi się konkretnie do miasta Memphis, za źródłem. W Chicago i gdziekolwiek indziej jest prawdopodobnie tak samo.
Vice Lords mają "Chief of Chiefs" na południe USA. Inne stopnie to:
- supreme chief
- five-star universal elite,
- three-star universal elite
- city-wide enforcer
- city-wide chief of security
- five-star branch elite
- three-star branch elite
- soldier

Gangster Ronald Terry skazany w 2006 na wieloletnie pozbawienie wolności za usiłowanie morderstwa był five-star universal elite dla Memphis.

## Graffiti
Vice Lords malują sprayem charakterystyczny szatański trójząb rywali z Gangster Disciples, ale odwrócony do góry nogami, jako zniewagę.